# Pororoka
Pororoka – fala wezbrania posuwająca się od ujścia rzeki w górę jej biegu, wywołana przypływem morskim.